# 長七谷地貝塚
座標: 北緯40度34分19.2秒 東経141度27分31.7秒 / 北緯40.572000度 東経141.458806度

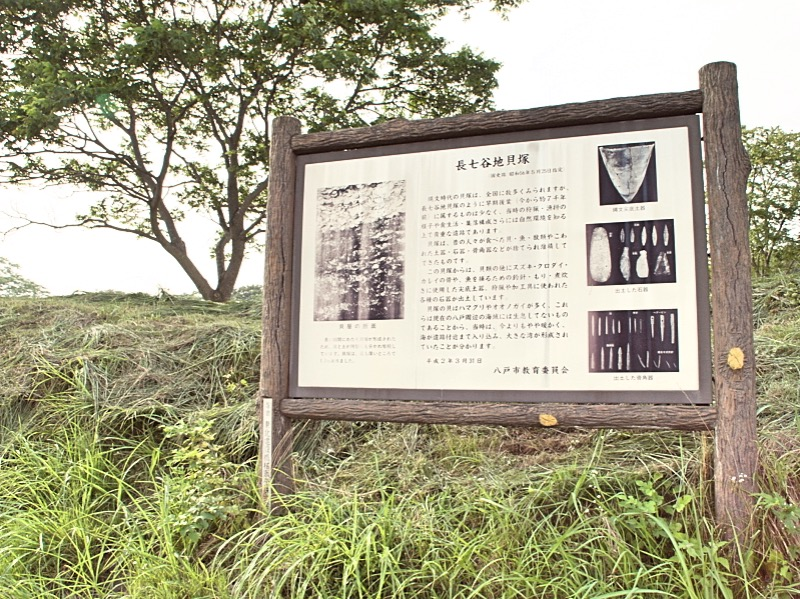
長七谷地貝塚

長七谷地貝塚（ちょうしちやちかいづか）は、青森県八戸市にある縄文時代早期の貝塚及びその集落跡である。1981年（昭和56年）5月25日、国の史跡に指定された。

## 概要
長七谷地貝塚は、八戸市市川町字長七谷地吹上にある縄文時代の遺跡で、1958年（昭和33年）から、慶應義塾大学の江坂輝彌と青森県文化財専門委員の音喜多富寿らにより調査が行われた。
その後、当地区に桔梗野工業団地が建設されるに至り、1977年（昭和52年）～1979年（昭和54年）にかけて遺跡の保存整備事業による発掘調査が同時に行われた。遺跡は、縄文時代早期後半の赤御堂式土器を中心とする遺跡で、貝塚や土器、竪穴建物跡などが検出された。1981年（昭和56年）には八戸市の貝塚の主要部分の一部を調査した。貝塚にはハマグリが最も多く、オオノガイ、エゾイソシジミ、ヤマトシジミが主である。貝層の厚さは平均して40～50センチメートルであるが、建物内貝層が最も厚く111センチメートルある。
1981年（昭和56年）5月25日に、長七谷地貝塚周辺約3万平方メートルが国の史跡に指定された。

## 出土品
- 赤御堂式土器（縄文条痕系統の尖底土器）
- 土器
- 石器（石鏃・石槍・石斧・石匙・トランシェ様石器）
- 石製品
- 土製品
- 骨角器（結合釣針・開窩式銛頭など多数）
- 貝類（ハマグリが最も多く、オオノガイ、エゾイソシジミ、ヤマトシジミなどが主）
- 魚類（マダイ・スズキ・イワシ・サケ・ヒラメなどの骨）
- 鳥類
- 哺乳類骨（シカ・ツキノワグマ・ウサギなどの骨）
- 尖底深鉢形土器

## 所在地
- 青森県八戸市市川町字長七谷地